# Nati nel 1902/Novembre
| Questa pagina contiene informazioni ricavate automaticamente dalle voci biografiche con l'ausilio del template Bio e di un bot. L'aggiornamento è periodico e automatico e ricostruisce completamente la pagina. Se manca una persona in questa lista, sei pregato di non aggiungerla, ma accertati piuttosto che la sua voce biografica contenga il template Bio e che i dati anagrafici siano correttamente compilati. Se il template Bio manca, inseriscilo tu stesso o, in alternativa, metti l'avviso {{tmp\|Bio}} che ne segnala la mancanza. Se i dati riportati sono sbagliati, correggi direttamente la voce biografica; le modifiche saranno visibili in questa lista entro pochi giorni. Per chiarimenti vedi il progetto biografie. La lista contiene solo le 105 persone che sono citate nell'enciclopedia e per le quali è stato implementato correttamente il template Bio. Pagina aggiornata al 10 ago 2025. |

- 1º novembre - Nordahl Grieg, scrittore, giornalista e attivista norvegese († 1943)
- 1º novembre - Onofrio Jannuzzi, politico e avvocato italiano († 1969)
- 1º novembre - Eugen Jochum, direttore d'orchestra tedesco († 1987)
- 2 novembre - Huang Chieh, generale e politico cinese († 1995)
- 2 novembre - Gyula Illyés, scrittore ungherese († 1983)
- 2 novembre - Santos Iriarte, calciatore uruguaiano († 1968)
- 2 novembre - Michail Janšin, attore sovietico († 1976)
- 2 novembre - Sergej Alekseevič Lebedev, ingegnere sovietico († 1974)
- 2 novembre - Yang Hansheng, sceneggiatore, drammaturgo e scrittore cinese († 1993)
- 3 novembre - Bill Adams, calciatore inglese († 1963)
- 3 novembre - Robert Morris, allenatore di pallacanestro statunitense († 1986)
- 3 novembre - Miguel Sandoval, pianista, direttore d'orchestra e compositore guatemalteco († 1953)
- 4 novembre - John P. Fulton, effettista statunitense († 1966)
- 4 novembre - Otto Förschner, militare tedesco († 1946)
- 4 novembre - Frank Jenks, attore statunitense († 1962)
- 4 novembre - Samuel Kahanamoku, nuotatore statunitense († 1966)
- 5 novembre - William Kirschbaum, nuotatore statunitense († 1953)
- 5 novembre - Alfred Métraux, etnologo svizzero († 1963)
- 5 novembre - Charles Pacôme, lottatore francese († 1978)
- 6 novembre - Josef Grohé, politico tedesco († 1987)
- 6 novembre - Natalie Joyce, attrice statunitense († 1992)
- 6 novembre - Wiktor Kemula, chimico polacco († 1985)
- 6 novembre - Antonio Roasio, partigiano e politico italiano († 1986)
- 8 novembre - Vittorio Florio, calciatore italiano
- 9 novembre - Anthony Asquith, regista e sceneggiatore britannico († 1968)
- 9 novembre - Paul la Cour, drammaturgo danese († 1956)
- 10 novembre - Luigi Capriolo, partigiano italiano († 1944)
- 10 novembre - Ėrast Pavlovič Garin, regista cinematografico sovietico († 1980)
- 11 novembre - Augusto Ferrais, calciatore italiano
- 11 novembre - Mario Ghisalberti, librettista italiano († 1980)
- 11 novembre - Kleanthis Palaiologos, atleta, allenatore di atletica e scrittore greco († 1990)
- 11 novembre - Domenico Sartori, scrittore italiano († 1956)
- 12 novembre - Ireneo Fuser, organista, compositore e pianista italiano († 2003)
- 12 novembre - Adolfo Quilico, chimico italiano († 1982)
- 12 novembre - Rudolf Viertl, calciatore austriaco († 1981)
- 13 novembre - Fernando Santi, sindacalista e politico italiano († 1969)
- 13 novembre - Gustav Heinrich Ralph von Koenigswald, paleontologo e geologo tedesco († 1982)
- 14 novembre - Carlo Buti, cantante e attore italiano († 1963)
- 14 novembre - Hans Dittmar, velista finlandese († 1967)
- 14 novembre - Pua Kealoha, nuotatore statunitense († 1989)
- 14 novembre - Eugène Kuborn, nuotatore e pallanuotista lussemburghese († 1991)
- 14 novembre - Alec Mann, giocatore di snooker inglese
- 14 novembre - Umberto Sannicolò, politico italiano († 1962)
- 15 novembre - Franco Antonicelli, saggista, poeta e antifascista italiano († 1974)
- 15 novembre - Diego Giacometti, scultore e disegnatore svizzero († 1985)
- 15 novembre - Walter Maturi, storico e bibliotecario italiano († 1961)
- 15 novembre - Markian Michajlovič Popov, generale sovietico († 1969)
- 16 novembre - Paul Bontemps, siepista e mezzofondista francese († 1981)
- 16 novembre - Guido Carrer, pittore italiano († 1984)
- 16 novembre - Wilhelm Stuckart, avvocato tedesco († 1953)
- 17 novembre - Domenico Bernasconi, pugile italiano († 1978)
- 17 novembre - Maria Gentile, soprano italiano († 1993)
- 17 novembre - Arturo Loria, scrittore italiano († 1957)
- 17 novembre - Ryu Gwansun, patriota e attivista coreana († 1920)
- 17 novembre - Eugene Wigner, fisico e matematico ungherese († 1995)
- 18 novembre - Franklin Adreon, regista e produttore cinematografico statunitense († 1979)
- 18 novembre - Michele Galdieri, commediografo, paroliere e sceneggiatore italiano († 1965)
- 18 novembre - Eugenia Gilbert, attrice statunitense († 1978)
- 18 novembre - Luis Lucchetti, schermidore argentino († 1990)
- 18 novembre - Robin Vane-Tempest-Stewart, VIII marchese di Londonderry, nobile e politico inglese († 1955)
- 19 novembre - Richard Alexander, attore statunitense († 1989)
- 19 novembre - Patricia Avery, attrice statunitense († 1973)
- 19 novembre - Trevor Bardette, attore statunitense († 1977)
- 19 novembre - Mario Gianni, calciatore e allenatore di calcio italiano († 1967)
- 19 novembre - Mafalda di Savoia, principessa italiana († 1944)
- 20 novembre - Erik Eriksen, politico danese († 1972)
- 20 novembre - Heini Meng, hockeista su ghiaccio svizzero († 1982)
- 20 novembre - Jean Painlevé, regista francese († 1989)
- 21 novembre - Stefan Frenkel, violinista e docente polacco († 1979)
- 21 novembre - Margherita Maria Guaini, religiosa italiana († 1994)
- 21 novembre - Ferenc Hirzer, calciatore e allenatore di calcio ungherese († 1957)
- 21 novembre - Olena Ivanivna Kazymyrčak-Polons'ka, astronoma ucraina († 1992)
- 21 novembre - Alberto Pozzi, calciatore italiano († 1966)
- 21 novembre - Bruno Saetti, pittore e incisore italiano († 1984)
- 21 novembre - Michail Andreevič Suslov, politico sovietico († 1982)
- 22 novembre - Joe Adonis, mafioso italiano († 1971)
- 22 novembre - Rudolf Edinger, sollevatore austriaco († 1997)
- 22 novembre - Emanuel Feuermann, violoncellista austriaco († 1942)
- 22 novembre - Philippe Leclerc de Hauteclocque, generale francese († 1947)
- 22 novembre - André Patry, astronomo francese († 1960)
- 23 novembre - Victor Jory, attore canadese († 1982)
- 24 novembre - Pietro Chesi, ciclista su strada italiano († 1944)
- 25 novembre - Mario Melloni, giornalista e politico italiano († 1989)
- 25 novembre - Carlo Salemme, calciatore italiano († 1992)
- 25 novembre - Eddie Shore, hockeista su ghiaccio, allenatore di hockey su ghiaccio e dirigente sportivo canadese († 1985)
- 26 novembre - Moss Christie, nuotatore australiano († 1978)
- 26 novembre - Giovanni Dolfin, politico italiano († 1968)
- 26 novembre - Luo Ronghuan, generale e politico cinese († 1963)
- 26 novembre - Ugo Magnetto, calciatore italiano († 1984)
- 26 novembre - Alessandro Schienoni, allenatore di calcio e calciatore italiano († 1969)
- 26 novembre - Walther Schröder, generale e poliziotto tedesco († 1973)
- 27 novembre - George Camsell, calciatore inglese († 1966)
- 27 novembre - Franz Hofer, funzionario austriaco († 1975)
- 27 novembre - Carlo Vittorio Testi, pittore, scultore e grafico italiano († 2005)
- 28 novembre - Manlio Capitolo, giurista e poeta italiano († 1954)
- 28 novembre - Semёn Iosifovič Derevjanskij, regista cinematografico sovietico († 1981)
- 28 novembre - Henry Jolles, pianista e compositore tedesco († 1965)
- 29 novembre - Otto Haftl, calciatore austriaco († 1995)
- 29 novembre - Carlo Levi, scrittore e pittore italiano († 1975)
- 29 novembre - Tommy Loughran, pugile statunitense († 1982)
- 29 novembre - Antonio Maquilón, calciatore peruviano († 1984)
- 29 novembre - Eduard Sperling, lottatore tedesco († 1985)
- 30 novembre - Maria Bellonci, scrittrice, traduttrice e biografa italiana († 1986)
- 30 novembre - Giordano Dell'Amore, economista, banchiere e politico italiano († 1981)
- 30 novembre - Matteo Salineri, calciatore italiano († 1994)